# Liste der Kulturdenkmale in Triebischvorstadt
In der Liste der Kulturdenkmale in Triebischvorstadt sind die Kulturdenkmale des südlich der Altstadt am linken Ufer der Elbe gelegenen Stadtteils Triebischvorstadt der Stadt Meißen verzeichnet, die bis September 2024 vom Landesamt für Denkmalpflege Sachsen erfasst wurden (ohne archäologische Kulturdenkmale). Die Anmerkungen sind zu beachten.
Diese Aufzählung ist eine Teilmenge der Liste der Kulturdenkmale in Meißen.

## Liste der Kulturdenkmale in Triebischvorstadt
| Bild                                    | Bezeichnung | Lage                               | Datierung                                                                        | Beschreibung | ID       |
| --------------------------------------- | --- | ---------------------------------- | -------------------------------------------------------------------------------- | --- | -------- |
| Direkt Bild zu diesem Denkmal hochladen | Denkmalschutzgebiet Triebischvorstadt Meißen | (Triebischvorstadt) (Karte)        | 19. Jahrhundert                                                                  | Denkmalschutzgebiet Triebischvorstadt Meißen | 09266367 |
| Weitere Bilder                          | Eisenbahnbrücke über die Elbe | (Flurstück 1521/3) (Karte)         | 1866 (Pfeiler); 1928 (Eisenbahnbrücke)                                           | Landschaftsgestaltende Stahlfachwerkbrücke des beginnenden 20. Jahrhunderts mit fünf Naturpfeilern des Vorgängerbauwerks von 1866/68 an der Bahnstrecke Borsdorf–Coswig (6386; sä. BC) am km 95,010, saniert und umgebaut, technikgeschichtlich, verkehrsgeschichtlich und baugeschichtlich von Bedeutung | 09266317 |
|                                         | Weinbergsanlagen (Gartendenkmal) mit Mauern und Plateaus zwischen der ehemaligen Brauerei an der Görnischen Gasse und dem Grundstück Am Steinberg 11, mit Stützmauer zur Straße, Portal und Kellereingang               | Am Steinberg (Karte)               | Ehemals bezeichnet mit 1762                                                      | Ortsgeschichtlich und städtebaulich von Bedeutung sowie ortsbildprägend | 09266365 |
|                                         | Mietshaus in halboffener Bebauung mit Mauereinfriedung | Am Steinberg 6 (Karte)             | Um 1880                                                                          | Ein aufwändig gegliederter Gründerzeitbau mit mehrgeschossiger Veranda, städtebaulich und künstlerisch von Bedeutung, ortsbildprägend | 09265603 |
|                                         | Mietshaus in geschlossener Bebauung | Am Steinberg 7 (Karte)             | Um 1860                                                                          | Städtebaulich und baugeschichtlich von Bedeutung, Gründerzeithaus | 09265602 |
|                                         | Mietshaus in geschlossener Bebauung | Am Steinberg 8 (Karte)             | Um 1870                                                                          | Städtebaulich und baugeschichtlich von Bedeutung, Gründerzeithaus | 09265601 |
|                                         | Mietshaus in geschlossener Bebauung | Am Steinberg 9 (Karte)             | Um 1870                                                                          | Baugeschichtlich von Bedeutung, Gründerzeithaus | 09265600 |
|                                         | Mietshaus in geschlossener Bebauung | Am Steinberg 10 (Karte)            | Um 1870                                                                          | Baugeschichtlich von Bedeutung, Gründerzeithaus | 09265599 |
|                                         | Mietshaus in halboffener Bebauung | Am Steinberg 11 (Karte)            | Um 1870                                                                          | Baugeschichtlich von Bedeutung, Gründerzeithaus | 09265598 |
|                                         | Wohnhaus in offener Bebauung, mit seitlicher Stützmauer und Aufgang | Am Steinberg 18 (Karte)            | Um 1800                                                                          | Schlichter Putzbau, baugeschichtlich von Bedeutung, vermutlich ehemaliges Weinberghaus | 09265595 |
|                                         | Mietshaus in halboffener Bebauung | Fährmannstraße 1 (Karte)           | Bezeichnet mit 1880                                                              | Städtebaulich und baugeschichtlich von Bedeutung, ein Gründerzeithaus | 09265356 |
|                                         | Mietshaus in geschlossener Bebauung mit Hinterhaus | Fährmannstraße 2 (Karte)           | 1880er Jahre                                                                     | Städtebaulich und baugeschichtlich von Bedeutung, ein Gründerzeithaus | 09265896 |
|                                         | Mietshaus in geschlossener Bebauung | Fährmannstraße 3 (Karte)           | 1880er Jahre                                                                     | Städtebaulich und baugeschichtlich von Bedeutung, ein Gründerzeithaus | 09265895 |
|                                         | Mietshaus in geschlossener Bebauung, im Hinterhaus eine 1869 gegründete Kunstschlosserei, davon einige Maschinen als technische Denkmale                                                                                | Fährmannstraße 6, 7 (Karte)        | Ende 19. Jahrhundert                                                             | Städtebaulich und baugeschichtlich von Bedeutung, ein Gründerzeithaus (Klinkerfassade) | 09265355 |
|                                         | Mietshaus in geschlossener Bebauung mit Hinterhaus | Fährmannstraße 8 (Karte)           | Ende 19. Jahrhundert                                                             | Städtebaulich und baugeschichtlich von Bedeutung, ein Gründerzeithaus (Klinkerfassade) | 09265893 |
|                                         | Mietshaus in geschlossener Bebauung | Fährmannstraße 15 (Karte)          | Um 1900                                                                          | Städtebaulich und baugeschichtlich von Bedeutung, ein Gründerzeithaus | 09265897 |
|                                         | Mietshaus in geschlossener Bebauung | Fährmannstraße 17 (Karte)          | Um 1908                                                                          | Städtebaulich und baugeschichtlich von Bedeutung, im Reform- und Jugendstil nach 1900 | 09266361 |
|                                         | Johannesbrücke über die Triebisch | Hahnemannsplatz (Karte)            | Nach 1860                                                                        | Mit Bezeichnung „J“ (für König Johann) am Geländer, verkehrshistorische und ortsgeschichtliche Bedeutung | 09269158 |
|                                         | Mietshaus in geschlossener Bebauung und Ecklage, älteres Sitznischenportal im Hof (sekundär verbaut) | Hahnemannsplatz 1 (Karte)          | Bezeichnet mit 1897 (Mietshaus); Sitznischenportal Ende 16. Jahrhundert (Portal) | Städtebaulich und baugeschichtlich von Bedeutung, ortsbildprägendes Gründerzeithaus an der Triebisch, älteres Renaissance-Sitznischenportal im Hof vom Vorgängerbau, mit Laden | 09265386 |
|                                         | Mietshaus in geschlossener Bebauung und Hinterhaus | Hahnemannsplatz 2 (Karte)          | Um 1880                                                                          | Schmales dreiachsiges Gründerzeitgebäude, mit Ladeneinbau, städtebaulich und baugeschichtlich von Bedeutung | 09265385 |
|                                         | Mietshaus in geschlossener Bebauung und Hinterhaus | Hahnemannsplatz 5 (Karte)          | Bezeichnet mit 1896                                                              | Städtebaulich und baugeschichtlich von Bedeutung, ein Gründerzeitgebäude (Klinkerfassade), mit Laden | 09265384 |
|                                         | Wohn- und Geschäftshaus in geschlossener Bebauung | Hahnemannsplatz 6 (Karte)          | 1897                                                                             | Bau- und ortsgeschichtlich von Bedeutung (ehemals Fuhrunternehmen). Schönes Portal (Inschrift: „C. G. Fischer 1833“, Firmengründung, nicht Baudatierung). Hinterhäuser vor 2007 abgebrochen. | 09265383 |
|                                         | Mietshaus in geschlossener Bebauung und Seitenflügel im Hof | Hahnemannsplatz 7 (Karte)          | Um 1890                                                                          | Städtebaulich, künstlerisch und baugeschichtlich von Bedeutung, ein Gründerzeithaus (Klinkerfassade) im Stil der deutschen Neurenaissance, mit Ladeneinbau | 09265382 |
|                                         | Wohnhaus in geschlossener Bebauung | Hahnemannsplatz 8 (Karte)          | 18. Jahrhundert                                                                  | Stadtentwicklungs-, orts- und baugeschichtlich von Bedeutung, vorgründerzeitliche Bebauung | 09265381 |
|                                         | Mietshaus in geschlossener Bebauung mit zwei Hinterhäusern | Hahnemannsplatz 9 (Karte)          | Bezeichnet mit 1896                                                              | Städtebaulich und baugeschichtlich von Bedeutung, ein Gründerzeitgebäude (Klinkerfassade), mit Ladeneinbauten | 09265380 |
|                                         | Mietshaus in geschlossener Bebauung und Ecklage, mit Seitenflügel im Hof | Hahnemannsplatz 10 (Karte)         | Um 1890                                                                          | Städtebaulich und baugeschichtlich von Bedeutung, ein Gründerzeithaus des Späthistorismus, mit Ladeneinbauten | 09265379 |
|                                         | Wohnhaus (ehemals zwei Wohnhäuser) in einst geschlossener Bebauung | Hahnemannsplatz 12a, 12b (Karte)   | Bezeichnet mit 1767 (Nummer 12 b)                                                | Vorgründerzeitliche Bebauung am Plossenweg gegenüber der Straßenecke Neumarkt/Hahnemannsplatz, städtebaulich und baugeschichtlich von Bedeutung. Das Eckgebäude Nr. 12b zwischen 2001 und 2009 abgebrochen. | 09265525 |
|                                         | Mietshaus in geschlossener Bebauung mit Hinterhaus | Hahnemannsplatz 15 (Karte)         | Um 1890                                                                          | Städtebaulich und baugeschichtlich von Bedeutung, ein Gründerzeithaus | 09265391 |
|                                         | Mietshaus in geschlossener Bebauung und Hinterhaus | Hahnemannsplatz 16 (Karte)         | Bezeichnet mit 1898                                                              | Städtebaulich, künstlerisch und ortsbildprägend von Bedeutung,ein Gründerzeitbau (Klinkerfassade) im Stil der deutschen Neurenaissance, mit Ladeneinbauten | 09265390 |
|                                         | Mietshaus in geschlossener Bebauung mit Seitenflügel im Hof | Hahnemannsplatz 17 (Karte)         | Um 1900                                                                          | Städtebaulich und baugeschichtlich von Bedeutung, ein Gründerzeithaus | 09265389 |
|                                         | Wohn- und Geschäftshaus (unter zwei Hausnummern) in geschlossener Bebauung und Seitenflügel im Hof | Hahnemannsplatz 18, 19 (Karte)     | Bezeichnet mit 1902                                                              | Städtebaulich, künstlerisch und baugeschichtlich von Bedeutung, ein Bau des Späthistorismus mit Jugendstilanklängen | 09269113 |
|                                         | Wohnhaus in geschlossener Bebauung mit Seitenflügel im Hof | Hahnemannsplatz 20 (Karte)         | Mitte 19. Jahrhundert                                                            | Stadtentwicklungs-, orts- und baugeschichtlich von Bedeutung, vorgründerzeitliche Bebauung, vermutlich alter Ausspanngasthof | 09265388 |
|                                         | Wohn- und Geschäftshaus in halboffener Bebauung und Ecklage | Hahnemannsplatz 21 (Karte)         | Um 1905                                                                          | Städtebaulich und baugeschichtlich von Bedeutung, ortsbildprägendes Gründerzeithaus an der Triebisch, ein Bau im Stil der deutschen Neurenaissance mit Jugendstilelementen | 09265387 |
| Weitere Bilder                          | Gedenkstätte für die Verfolgten des Naziregimes im Käthe-Kollwitz-Park (ehemals König-Albert-Denkmal) | Kerstingstraße (Karte)             | 1957–1958                                                                        | Künstlerisch, ortshistorisch und geschichtlich von Bedeutung, Entwurf: Lea Grundig | 09269129 |
| Weitere Bilder                          | Albertbrücke über die Triebisch im Verlaufe Kerstingstraße/Neumarkt | Kerstingstraße (Karte)             | 1905                                                                             | Verkehrshistorisch, technikgeschichtlich und künstlerisch von Bedeutung | 09269159 |
|                                         | Martinsbrücke über die Triebisch im Verlauf der Martinstraße | Martinstraße (Karte)               | Um 1870                                                                          | Ortshistorisch und verkehrshistorisch von Bedeutung | 09269157 |
|                                         | Mietshaus in geschlossener Bebauung und Ecklage | Martinstraße 1 (Karte)             | Ende 19. Jahrhundert                                                             | Städtebaulich und baugeschichtlich von Bedeutung, ein Gründerzeithaus in straßenbildprägender Lage nahe der Triebisch, mit Ladeneinbau | 09265348 |
|                                         | Mietshaus in geschlossener Bebauung | Martinstraße 2 (Karte)             | Um 1890                                                                          | Städtebaulich und baugeschichtlich von Bedeutung, ein Gründerzeithaus (Klinkerfassade, ehemals mit straßenbildbestimmenden Balkonen) | 09265349 |
|                                         | Mietshaus in geschlossener Bebauung | Martinstraße 3 (Karte)             | Um 1905                                                                          | Städtebaulich und baugeschichtlich von Bedeutung, ein Bau im Reformstil nach 1900 (asymmetrische Fassadengestaltung mit geschwungenem Giebel, Erker und Fachwerkelementen) | 09265540 |
|                                         | Mietshaus in geschlossener Bebauung | Martinstraße 4 (Karte)             | Nach 1900                                                                        | Städtebaulich und baugeschichtlich von Bedeutung, ein Bau im Reformstil nach 1900 (mit Fachwerkelementen und Anklängen an den Jugendstil), mit Ladeneinbau | 09265927 |
|                                         | Mietshaus in geschlossener Bebauung | Martinstraße 5 (Karte)             | Um 1905                                                                          | Städtebaulich und baugeschichtlich von Bedeutung, ein Bau im Reformstil nach 1900 (mit Jugendstilanklängen) | 09265928 |
|                                         | Mietshaus in geschlossener Bebauung | Martinstraße 6 (Karte)             | 1910                                                                             | Städtebaulich und baugeschichtlich von Bedeutung, ein Bau im Reformstil nach 1900 (mit Jugendstilanklängen) | 09265350 |
|                                         | Mietshaus in geschlossener Bebauung und Ecklage (Pendant zu Martinstraße 8) | Martinstraße 7 (Karte)             | Um 1870                                                                          | Städtebaulich und baugeschichtlich von Bedeutung, ein frühes Gründerzeithaus mit Ladeneinbau, straßenbildprägende Balkone an der abgerundeten Ecke | 09265351 |
|                                         | Mietshaus in geschlossener Bebauung und Ecklage (Pendant zu Martinstraße 7) | Martinstraße 8 (Karte)             | Um 1880                                                                          | Städtebaulich und baugeschichtlich von Bedeutung, ein prachtvolles Gründerzeithaus im Stil der italienischen Neurenaissance, mit Ladeneinbau, straßenbildprägende Balkone an der abgerundeten Ecke | 09265352 |
|                                         | Wohnhaus in geschlossener Bebauung und Hinterhaus | Martinstraße 11 (Karte)            | Um 1870                                                                          | Städtebaulich und baugeschichtlich von Bedeutung, ein spätklassizistisches Gebäude mit Ladeneinbau | 09265353 |
|                                         | Wohnhaus (Nr. 12) in geschlossener Bebauung, Seitenflügel zum Hof (Nr. 12a; unmittelbar an der Triebisch) und Hinterhaus (ehemalige Pianoforte-Fabrik)                                                                  | Martinstraße 12, 12a (Karte)       | 1873 (Bauakte)                                                                   | Ortsgeschichtlich, städtebaulich und baugeschichtlich von Bedeutung, ein Gründerzeithaus im frühhistoristischen Stil in straßenbildprägender Lage nahe der Triebisch, mit Ladeneinbau, ehemals eine Klavierfabrik (gegründet 1834), heute Thürmer-Pianoforte-Museum | 09265354 |
|                                         | Mietshaus in geschlossener Bebauung und Ecklage | Mendestraße 1 (Karte)              | 1880er Jahre                                                                     | Städtebaulich und baugeschichtlich von Bedeutung, ein Gründerzeithaus | 09265810 |
|                                         | Mietshaus in geschlossener Bebauung und Ecklage | Mendestraße 6 (Karte)              | 2. Hälfte 19. Jahrhundert                                                        | Städtebaulich und baugeschichtlich von Bedeutung, ein Gründerzeithaus | 09265811 |
| Weitere Bilder                          | Verwaltungsgebäude der ehemaligen Keramikfabrik Carl Teichert (ehemals Meißner Ofen- und Porzellanfabrik vorm. C. Teichert)                                                                                             | Neumarkt 5 (Karte)                 | 1872–1875                                                                        | Künstlerisch, ortsgeschichtlich, städtebaulich und baugeschichtlich von Bedeutung, ein Putzbau mit Keramikgliederungen (unter anderem Kinderfiguren) | 09265419 |
| Weitere Bilder                          | Wohnhaus in geschlossener Bebauung | Neumarkt 6 (Karte)                 | Um 1800                                                                          | Städtebaulich und baugeschichtlich von Bedeutung, schlichter Barockbau, früher mit Bäckerei-Laden | 09265418 |
| Weitere Bilder                          | Verwaltungsbau (ursprünglich Amtshauptmannschaft, heute Amtsgericht) | Neumarkt 19 (Karte)                | Laut Angabe 1884                                                                 | Palaisartige dreiflügelige Anlage, künstlerisch, ortsgeschichtlich, städtebaulich und baugeschichtlich von Bedeutung, ein Gründerzeitbau im Stil der Neorenaissance | 09265874 |
|                                         | Wohnhaus in geschlossener Bebauung | Neumarkt 20 (Karte)                | Bezeichnet mit 1831                                                              | Städtebaulich und baugeschichtlich von Bedeutung | 09265866 |
|                                         | Wohnhaus in geschlossener Bebauung | Neumarkt 21 (Karte)                | Um 1830                                                                          | Städtebaulich und baugeschichtlich von Bedeutung | 09265867 |
|                                         | Wohnhaus in halboffener Bebauung | Neumarkt 22 (Karte)                | Um 1830                                                                          | Städtebaulich von Bedeutung | 09265868 |
| Weitere Bilder                          | Mietshaus in geschlossener Bebauung, Ecklage | Neumarkt 30 (Karte)                | Um 1890                                                                          | Städtebaulich und baugeschichtlich von Bedeutung, ein Gründerzeithaus (Putzfassade mit Klinkergliederung), straßenbildprägender Erker und Giebel, ortsbildprägende Lage an der Triebisch | 09265856 |
| Weitere Bilder                          | Mietshaus in geschlossener Bebauung, mit Hinterhaus an der Triebisch | Neumarkt 31 (Karte)                | Um 1890                                                                          | Städtebaulich und baugeschichtlich von Bedeutung, ein Gründerzeithaus (Putzfassade mit Klinkerteilen) | 09265857 |
| Weitere Bilder                          | Mietshaus in geschlossener Bebauung | Neumarkt 32 (Karte)                | Um 1890                                                                          | Städtebaulich und baugeschichtlich von Bedeutung, ein Gründerzeithaus (Putzfassade mit Klinkerteilen), straßenbildprägender Erker | 09265859 |
| Weitere Bilder                          | Mietshaus in geschlossener Bebauung | Neumarkt 33 (Karte)                | Um 1890                                                                          | Städtebaulich und baugeschichtlich von Bedeutung, ein Gründerzeithaus (Putzfassade mit Klinkerteilen), straßenbildprägender Volutengiebel | 09265860 |
| Weitere Bilder                          | Mietshaus in geschlossener Bebauung | Neumarkt 34 (Karte)                | Vor 1900                                                                         | Städtebaulich und baugeschichtlich von Bedeutung, ein Gründerzeithaus (Klinkerfassade), mit Laden | 09265861 |
| Weitere Bilder                          | Mietshaus in geschlossener Bebauung | Neumarkt 35 (Karte)                | Vor 1900                                                                         | Städtebaulich und baugeschichtlich von Bedeutung, ein Gründerzeithaus (Klinkerfassade) | 09265862 |
| Weitere Bilder                          | Mietshaus in geschlossener Bebauung | Neumarkt 36 (Karte)                | Ende 19. Jahrhundert                                                             | Städtebaulich und baugeschichtlich von Bedeutung, ein Gründerzeithaus (Klinkerfassade), mit Laden | 09265863 |
| Weitere Bilder                          | Neumarkt-Schule | Neumarkt 51 (Karte)                | 1878/1879                                                                        | Ortsgeschichtlich und baugeschichtlich von Bedeutung, ein Gründerzeitbau | 09265397 |
|                                         | Mietshaus in geschlossener Bebauung | Neumarkt 56 (Karte)                | Um 1880                                                                          | Städtebaulich und baugeschichtlich von Bedeutung, ein Gründerzeithaus | 09265440 |
|                                         | Mietshaus in halboffener Bebauung | Neumarkt 57 (Karte)                | Um 1880                                                                          | Städtebaulich und baugeschichtlich von Bedeutung, ein Gründerzeithaus | 09265394 |
|                                         | Mietshaus in halboffener Bebauung und Ecklage | Neumarkt 59 (Karte)                | Um 1890                                                                          | Geburtsort des Arztes Samuel Hahnemann (1755–1843, Begründer der Homöopathie), Hahnemann-Büste an der Eckfassade, ein Gründerzeithaus (Klinkerfassade) mit straßenbildprägendem Eckhelm, in Ecklage Hahnemannsplatz, ortsgeschichtlich, städtebaulich und baugeschichtlich von Bedeutung | 09265378 |
|                                         | Mietshaus in geschlossener Bebauung | Nicolaisteg 4 (Karte)              | Um 1890                                                                          | Städtebaulich und baugeschichtlich von Bedeutung, ein Gründerzeithaus (Klinkerfassade) | 09265411 |
| Weitere Bilder                          | Mietshaus in geschlossener Bebauung | Nicolaisteg 6 (Karte)              | Um 1890                                                                          | Städtebaulich und baugeschichtlich von Bedeutung, ein Gründerzeithaus (Klinkerfassade), mit Ladeneinbau | 09265400 |
|                                         | Wohnhaus in halboffener Bebauung mit Seitenflügel zur Straße und Einfriedung (Hintergebäude von Poststraße 25) | Obergasse 3 (Karte)                | Ehemals bezeichnet mit 1826 (laut Gurlitt)                                       | Städtebaulich und baugeschichtlich von Bedeutung | 09265520 |
|                                         | Wohnhaus in geschlossener Bebauung (Hintergebäude von Poststraße 24) | Obergasse 4 (Karte)                | Nachbarhaus Nummer 5 bezeichnet mit 1862                                         | Städtebaulich und baugeschichtlich von Bedeutung | 09265519 |
|                                         | Wohnhaus in geschlossener Bebauung (Hintergebäude von Poststraße 23) | Obergasse 5 (Karte)                | Tafel Hofseite bezeichnet mit 1862                                               | Städtebaulich und baugeschichtlich von Bedeutung | 09265518 |
|                                         | Wohnhaus mit angrenzendem Lagergebäude (gehörte zur ehemaligen Posthalterei Poststraße 21/22) | Obergasse 6 (Karte)                | 1. Hälfte 19. Jahrhundert                                                        | Städtebaulich, baugeschichtlich und wirtschaftsgeschichtlich von Bedeutung | 09265517 |
|                                         | Teile eines Wohnhauses, ehemals in geschlossener Bebauung | Obergasse 8 (Karte)                | 1. Hälfte 19. Jahrhundert                                                        | Von städtebaulicher und besonderer baugeschichtlicher Bedeutung, Saalstube mit Wandgliederungen und Konsolsteinen des Renaissance, vermutlich nach der Flut von 1799 in einen Neubau vom Anfang des 19. Jahrhunderts integriert | 09265515 |
|                                         | Wohnhaus in geschlossener Bebauung mit Hinterhaus | Obergasse 11a (Karte)              | 1. Hälfte 19. Jahrhundert                                                        | Städtebaulich und baugeschichtlich von Bedeutung | 09265523 |
|                                         | Wohnhaus in geschlossener Bebauung | Obergasse 12 (Karte)               | 1. Hälfte 19. Jahrhundert                                                        | Städtebaulich und baugeschichtlich von Bedeutung, mit Ladeneinbau | 09265522 |
|                                         | Wohnhaus in Ecklage und ehemals geschlossener Bebauung | Obergasse 13 (Karte)               | Bezeichnet mit 1805                                                              | Städtebaulich und baugeschichtlich von Bedeutung | 09265521 |
|                                         | Wohnhaus in geschlossener Bebauung | Plossenweg 10 (Karte)              | 2. Hälfte 19. Jahrhundert                                                        | Städtebaulich und baugeschichtlich von Bedeutung | 09265529 |
|                                         | Mietshaus in geschlossener Bebauung | Plossenweg 11 (Karte)              | Ende 19. Jahrhundert                                                             | Städtebaulich und baugeschichtlich von Bedeutung, ein Gründerzeithaus | 09265528 |
|                                         | Wohnhaus in geschlossener Bebauung | Plossenweg 12 (Karte)              | Bezeichnet mit 1826                                                              | Städtebaulich und baugeschichtlich von Bedeutung, mit späteren Ladeneinbauten | 09265527 |
|                                         | Wohnhaus in geschlossener Bebauung | Plossenweg 13 (Karte)              | Um 1860                                                                          | Städtebaulich und baugeschichtlich von Bedeutung, charakteristischer Bau der Mitte des 19. Jahrhunderts (Dreigaupenhaus), mit späteren Ladeneinbauten | 09265526 |
|                                         | Mietshaus in geschlossener Bebauung und Ecklage | Poststraße 1 (Karte)               | Um 1890                                                                          | Städtebaulich und baugeschichtlich von Bedeutung, ein Gründerzeithaus (Klinkerfassade) im Stil der deutschen Neurenaissance, mit Ladeneinbauten, straßenbildprägender Giebel und ehemals Balkone | 09265377 |
|                                         | Mietshaus in geschlossener Bebauung (Doppelhaus mit Nr. 6) | Poststraße 5 (Karte)               | Um 1880                                                                          | Städtebaulich und baugeschichtlich von Bedeutung, ein schlichtes Gründerzeithaus | 09265843 |
|                                         | Mietshaus in geschlossener Bebauung (Doppelhaus mit Nr. 5) | Poststraße 6 (Karte)               | Um 1880                                                                          | Städtebaulich und baugeschichtlich von Bedeutung, ein schlichtes Gründerzeithaus | 09265844 |
|                                         | Wohnhaus in geschlossener Bebauung | Poststraße 7 (Karte)               | 1. Hälfte 19. Jahrhundert                                                        | Städtebaulich und baugeschichtlich von Bedeutung | 09265371 |
|                                         | Wohnhaus in halboffener Bebauung | Poststraße 8 (Karte)               | Um 1850                                                                          | Städtebaulich und baugeschichtlich von Bedeutung | 09266277 |
|                                         | Mietshaus in ehemals geschlossener Bebauung | Poststraße 13 (Karte)              | 2. Hälfte 19. Jahrhundert                                                        | Städtebaulich und baugeschichtlich von Bedeutung, ein Gründerzeithaus mit ausgewogener Fassadengestaltung | 09265373 |
|                                         | Wohnhaus ursprünglich in geschlossener Bebauung, mit Hinterhaus | Poststraße 15 (Karte)              | 2. Hälfte 19. Jahrhundert                                                        | Städtebaulich und baugeschichtlich von Bedeutung, ein frühes Gründerzeithaus mit späterem Ladeneinbau | 09265925 |
|                                         | Mietshaus in ehemals geschlossener Bebauung (zeitgleich errichtet mit Poststraße 24) | Poststraße 23 (Karte)              | Ende 19. Jahrhundert                                                             | Städtebaulich und baugeschichtlich von Bedeutung, ein Gründerzeithaus mit straßenbildprägendem Volutengiebel | 09265367 |
|                                         | Mietshaus in geschlossener Bebauung (zeitgleich errichtet mit Poststraße 23) | Poststraße 24 (Karte)              | Ende 19. Jahrhundert                                                             | Städtebaulich und baugeschichtlich von Bedeutung, ein Gründerzeithaus mit Volutengiebel, mit Ladeneinbau | 09265368 |
|                                         | Mietshaus in halboffener Bebauung | Poststraße 25 (Karte)              | Ende 19. Jahrhundert                                                             | Städtebaulich und baugeschichtlich von Bedeutung, ein Gründerzeithaus mit straßenbildprägendem Volutengiebel, mit Ladeneinbau | 09265369 |
|                                         | Postamt und Erweiterungsbau | Poststraße 26 (Karte)              | 1895–1896 (Post); um 1925 (Nebengebäude)                                         | Künstlerisch, städtebaulich, baugeschichtlich und ortsgeschichtlich von Bedeutung, ein Gründerzeitbau (Klinkerfassade) mit Anklängen an den neubarocken Stil (Sandstein-Säulenportal mit Kartusche), der Erweiterungsbau (mit monumentaler Tordurchfahrt) im versachlichten Heimatstil der 1920er Jahre | 09265370 |
|                                         | Doppelmietshaus in geschlossener Bebauung und Hinterhaus an der Straße Am Steinberg | Rauhentalstraße 2, 4 (Karte)       | Vor 1900                                                                         | Städtebaulich und baugeschichtlich von Bedeutung, ein Gründerzeithaus (Klinkerfassade) mit markantem Treppengiebel und Ladeneinbau | 09265616 |
|                                         | Mietshaus in geschlossener Bebauung (Doppelmietshaus mit Rauhentalstraße 8) mit Hinterhaus an der Straße Am Steinberg                                                                                                   | Rauhentalstraße 6 (Karte)          | 1890er Jahre                                                                     | Städtebaulich und baugeschichtlich von Bedeutung, ein Gründerzeithaus (Klinkerfassade) | 09265615 |
|                                         | Mietshaus in geschlossener Bebauung (Doppelhaus mit Rauhentalstraße 6), Ecklage, mit Vorgarten und Einfriedung | Rauhentalstraße 8 (Karte)          | 1890er Jahre                                                                     | Städtebaulich und baugeschichtlich von Bedeutung, ein Gründerzeithaus (Klinkerfassade) und markanter Kopfbau zur Straße Am Steinberg | 09265614 |
| Direkt Bild zu diesem Denkmal hochladen | Vorhandene hölzerne Tragwerk aus Obergeschoss und Dach einschließlich eines Teils der Einschubbretter, eingelagert (Elbschifferstapelhaus)                                                                              | Siebeneichener Straße 1            | Bezeichnet mit 1735                                                              | Baugeschichtlich bedeutend | 09265363 |
|                                         | Gasthof Goldenes Schiff (zwei Häuser), in Ecklage zur Obergasse | Siebeneichener Straße 2, 3 (Karte) | Keller bezeichnet mit 1668; bezeichnet mit 1725, Überformung 1950er Jahre        | Städtebaulich, ortsgeschichtlich und baugeschichtlich von Bedeutung, Teil der ortsbildprägenden Uferbebauung an der Elbe | 09265524 |
|                                         | Mietshaus in geschlossener Bebauung, mit Seitenflügel zum Hof | Siebeneichener Straße 5 (Karte)    | Ende 19. Jahrhundert                                                             | Städtebaulich und baugeschichtlich von Bedeutung, repräsentatives Gründerzeithaus, Teil der ortsbildprägenden Uferbebauung an der Elbe. Das etwa um 1890 entstandene Haus ist als weitestgehend original erhaltenes Beispiel der Architektur Ende des 19. Jahrhunderts von baugeschichtlichem Wert. Bei ihm kommt jedoch noch das Kriterium der städtebaulichen bzw. stadtentwicklungsgeschichtlichen Bedeutung hinzu. In exponierter Lage nahe der Elbe verdeutlichen es (anschaulich) die Entwicklung Meißens von einer mittelalterlichen Stadt hin zu einem Ort des Industriezeitalters mit Mietshäusern und Stadtquartieren, die dem stetigen Bevölkerungswachstum gerecht werden mussten. Die Denkmalwürdigkeit des Gebäudes ergibt sich vor allem aus dem exemplarischen Wert für die Architektur des Historismus (in der Spätphase der Gründerzeit) und aus der Tatsache, dass derartige Bauten bundesweit als Denkmale erfasst sind und mittlerweile auch von großen Teilen der Bevölkerung als solche akzeptiert werden. Abgesehen davon sei erwähnt, dass Eigentümer eines vergleichbaren Gründerzeithauses in Halle/Saale mit dem Bundespreis für Handwerk in der Denkmalpflege geehrt wurden (Monumente 11/12 – 2003, S. 68). | 09266209 |
|                                         | Mietshaus in geschlossener Bebauung | Siebeneichener Straße 6 (Karte)    | Ende 19. Jahrhundert                                                             | Städtebaulich und baugeschichtlich von Bedeutung, repräsentatives Gründerzeithaus (aufwändige Balkonanlage), Teil der ortsbildprägenden Uferbebauung an der Elbe | 09266208 |
|                                         | Mietshaus in geschlossener Bebauung | Siebeneichener Straße 7 (Karte)    | Ende 19. Jahrhundert, später überformt                                           | Städtebaulich und baugeschichtlich von Bedeutung, ein Gründerzeithaus (Balkon mit Karyatiden), Teil der ortsbildprägenden Uferbebauung an der Elbe | 09266207 |
|                                         | Mietshaus in geschlossener Bebauung | Siebeneichener Straße 8 (Karte)    | Ende 19. Jahrhundert, später überformt                                           | Städtebaulich und baugeschichtlich von Bedeutung, ein Gründerzeithaus mit neogotischen Anklängen (Treppengiebel), Teil der ortsbildprägenden Uferbebauung an der Elbe | 09266206 |
|                                         | Mietshaus in geschlossener Bebauung | Siebeneichener Straße 9 (Karte)    | Ende 19. Jahrhundert, später überformt                                           | Städtebaulich und baugeschichtlich von Bedeutung, ein Gründerzeithaus (mit aufwändigem Erker), Teil der ortsbildprägenden Uferbebauung an der Elbe | 09266205 |
|                                         | Wohnhaus in geschlossener Bebauung | Siebeneichener Straße 11 (Karte)   | 1. Hälfte 19. Jahrhundert, um 1870 überformt                                     | Städtebaulich, sozialgeschichtlich und baugeschichtlich von Bedeutung, ein Fischerhaus, Teil der ortsbildprägenden Uferbebauung an der Elbe | 09266204 |
|                                         | Wohnhaus in halboffener Bebauung | Siebeneichener Straße 12 (Karte)   | 1827, im Kern älter (Untergeschoss 16. Jahrhundert)                              | Städtebaulich, sozialgeschichtlich und baugeschichtlich von Bedeutung, ein Fischerhaus, Fachwerkbau, Teil der ortsbildprägenden Uferbebauung an der Elbe | 09266203 |
|                                         | Wohnhaus in halboffener Bebauung | Siebeneichener Straße 13 (Karte)   | 1827, im Kern älter (Untergeschoss 15. Jahrhundert)                              | Städtebaulich, sozialgeschichtlich und baugeschichtlich von Bedeutung, ein Fischerhaus, Obergeschoss Fachwerk, Teil der ortsbildprägenden Uferbebauung an der Elbe | 09266379 |
|                                         | Wohnhaus in geschlossener Bebauung | Siebeneichener Straße 14 (Karte)   | 1. Hälfte 19. Jahrhundert, im Kern sicher älter                                  | Städtebaulich, sozialgeschichtlich und baugeschichtlich von Bedeutung, das Obergeschoss des einstigen Fischerhauses verputztes Fachwerk, Teil der ortsbildprägenden Uferbebauung an der Elbe | 09266202 |
|                                         | Wohnhaus in geschlossener Bebauung | Siebeneichener Straße 15 (Karte)   | 1. Hälfte 19. Jahrhundert, Kern vielleicht älter                                 | Städtebaulich, sozialgeschichtlich und baugeschichtlich von Bedeutung, ein Fischerhaus (zum Teil verputztes Fachwerk), Teil der ortsbildprägenden Uferbebauung an der Elbe | 09266201 |
|                                         | Wohnhaus in halboffener Bebauung | Siebeneichener Straße 16 (Karte)   | Bezeichnet mit 1827                                                              | Städtebaulich, sozialgeschichtlich und baugeschichtlich von Bedeutung, Teil der ortsbildprägenden Uferbebauung an der Elbe, wichtiger Kopfbau der Fischerhauszeile mit Treppenaufgang | 09266200 |
| Weitere Bilder                          | Torhaus der Geipelburg (das nahe gelegene Gasthaus Geipelburg 1938 abgebrochen), mit Stützmauern | Siebeneichener Straße 17 (Karte)   | 19. Jahrhundert (die Geipelburg 1892 erbaut)                                     | Städtebaulich, ortsgeschichtlich und baugeschichtlich von Bedeutung, Teil der ortsbildprägenden Uferbebauung an der Elbe (neugotische Treppengiebel und Zinnen) | 09266199 |
| Direkt Bild zu diesem Denkmal hochladen | Mietshaus in halboffener Bebauung, Ecklage, mit Hinterhaus | Stiftsweg 1 (Karte)                | Um 1910                                                                          | Städtebaulich und baugeschichtlich von Bedeutung, ein Heimatstilbau, ortsbildprägende Lage am Beginn der Talstraße | 09265604 |
|                                         | Wohnhaus in geschlossener Bebauung, Ecklage | Talstraße 1 (Karte)                | Um 1870, Ladeneinbau Ende 19. Jahrhundert                                        | Städtebaulich und baugeschichtlich von Bedeutung, historistische Ladenfront, ortsbildprägende Lage am Beginn der Talstraße, mit Ladeneinbau | 09265829 |
|                                         | Wohnhaus in halboffener Bebauung, in geschlossener Bebauung konzipiert | Talstraße 87 (Karte)               | Bezeichnet mit 1899                                                              | Ehemals mit Gaststätte, städtebaulich und baugeschichtlich von Bedeutung, ein Gründerzeithaus (Klinkerfassade, Neurenaissancegiebel, Balkon) | 09265613 |
|                                         | Wohnhaus in halboffener Bebauung | Talstraße 89 (Karte)               | Ende 19. Jahrhundert                                                             | Städtebaulich und baugeschichtlich von Bedeutung, ein Gründerzeithaus mit Ladeneinbau | 09265612 |
|                                         | Reich-Mühle (Kunstmühlenwerke Heinrich Reich) mit allen Gebäuden (und der Mühlentechnik), dabei das Mühlengebäude an der Straße Am Steinberg, das Wohnhaus an der Talstraße und der frühere Pferdestall (mit Kumthalle) | Talstraße 90 (Karte)               | Bezeichnet mit 1828 (Mühle); 1870er Jahre (Wohnhaus)                             | Städtebaulich und baugeschichtlich, ortsgeschichtlich und technikgeschichtlich von Bedeutung, das Wohnhaus ein Gründerzeitbau, die Mühle mit historischer Mühlentechnik | 09265611 |
|                                         | Mietshaus in geschlossener Bebauung konzipiert | Talstraße 91 (Karte)               | Um 1890                                                                          | Städtebaulich und baugeschichtlich von Bedeutung, ein Gründerzeithaus (Klinkerfassade) mit straßenbildprägendem Giebel und Ladeneinbau | 09265610 |
|                                         | Mietshaus in geschlossener Bebauung | Talstraße 93 (Karte)               | Um 1890                                                                          | Städtebaulich und baugeschichtlich von Bedeutung, ein Gründerzeithaus (Klinkerfassade). Das Ende des 19. Jahrhunderts, also während der Spätphase der Gründerzeit, entstandene Mietshaus erscheint als zeittypischer Klinkerbau. Seine historisierende Fassade ist für kleinstädtische Verhältnisse ansprechend gestaltet. Schmuck- und Gliederungselemente, wie farbige Steine, bescheiden hervorgehobenen Fensterrahmungen und zwei Giebel beleben das viergeschossige Gebäude. Flache, strukturierte Putzbänder verleihen dem Erdgeschoss die Schwere eines Sockels. Dieser Gestaltungsaufwand, der durch das Nachahmen früherer Stile gekennzeichnet ist (daher auch der Stilbegriff Historismus) bildete eine wesentliche Facette der Architektur vor 1900. Aus dieser Tatsache ergibt sich die baugeschichtliche Bedeutung des Hauses in Meißen. Das originale Erscheinungsbild der Giebel und Balkone kann ohne größeren Aufwand wieder hergestellt werden. Erwähnenswert ist auch die Vielfalt der keramischen Ausstattung im Innern. Jedes Podest des Treppenhauses zeigt eine andere Gestaltung. Abgesehen davon finden sich wichtige Elemente des Interieurs, wie die aufwendige Hauseingangstür, Wohnungseingangstüren und das Geländer im Treppenhaus. Neben seinem Zeugniswert für die Architektur des ausgehenden 19. Jahrhunderts ist das hier zu beurteilende Objekt auch stadtentwicklungsgeschichtlich von Belang. Es dokumentiert im Zusammenhang der umgebenden Bebauung die Ausdehnung Meißens während des 19. Jahrhunderts bis ins Triebischtal. Das öffentliche Erhaltungsinteresse des Gebäudes ergibt sich vor allem aus dem exemplarischen Wert für die Architektur der Zeit nach 1850 und des Historismus (der Gründerzeit) und aus der Tatsache, dass derartige Bauten bundesweit als Denkmale erfasst sind und mittlerweile auch von großen Teilen der Bevölkerung als solche akzeptiert werden. Abgesehen davon sei erwähnt, dass Eigentümer eines mit der Talstraße 93 vergleichbaren Gründerzeithauses in Halle/Saale mit dem Bundespreis für Handwerk in der Denkmalpflege geehrt wurden (Monumente 11/12 – 2003, S. 68). | 09265609 |
|                                         | Ehemalige Blechdosenfabrik (Nr. 97 Kontorgebäude) | Talstraße 94, 95, 96, 97 (Karte)   | Nach 1900                                                                        | Ortsgeschichtlich, städtebaulich, industriegeschichtlich und baugeschichtlich von Bedeutung, Bauten der Gründerzeit (zum Teil Klinkerfassade) und des Reformstils der Zeit um 1910 | 09265608 |
|                                         | Mietshaus in geschlossener Bebauung mit Seitenflügel zum Hof | Talstraße 98 (Karte)               | 1860                                                                             | Städtebaulich und baugeschichtlich von Bedeutung, ein Gründerzeithaus | 09265607 |
|                                         | Mietshaus in geschlossener Bebauung | Talstraße 99 (Karte)               | Um 1880                                                                          | Städtebaulich und baugeschichtlich von Bedeutung, ein früher Gründerzeitbau mit spätklassizistisch anmutender Fassade, mit Ladeneinbau | 09265606 |
|                                         | Wohnhaus in offener Bebauung und Ecklage, mit Mauerumfriedung, Hintergebäude und Brunnen im Hof | Uferstraße 4 (Karte)               | 2. Hälfte 19. Jahrhundert                                                        | Städtebaulich und baugeschichtlich von Bedeutung, ein Haus im Stil der frühen Neugotik, nahe der Triebisch gelegen, Teil der ortsbildprägenden Uferbebauung an der Elbe | 09265892 |
|                                         | Wohnhaus in offener Bebauung, mit Anbauten | Uferstraße 5 (Karte)               | 2. Hälfte 19. Jahrhundert                                                        | Städtebaulich und baugeschichtlich von Bedeutung, Teil der ortsbildprägenden Uferbebauung an der Elbe | 09265898 |
|                                         | Wohnhaus in halboffener Bebauung | Uferstraße 6 (Karte)               | 1. Hälfte 19. Jahrhundert, im Kern älter (16. Jahrhundert)                       | Städtebaulich und baugeschichtlich von Bedeutung, Teil der ortsbildprägenden Uferbebauung an der Elbe | 09265899 |
|                                         | Wohnhaus in geschlossener Bebauung | Uferstraße 7 (Karte)               | 18. Jahrhundert                                                                  | Städtebaulich und stadtentwicklungsgeschichtlich von Bedeutung, Teil der ortsbildprägenden Uferbebauung an der Elbe | 09265900 |
|                                         | Mietshaus in geschlossener Bebauung mit Seitenflügel zum Hof | Uferstraße 8 (Karte)               | 2. Hälfte 19. Jahrhundert                                                        | Städtebaulich und baugeschichtlich von Bedeutung, ein Gründerzeithaus mit repräsentativer Fassade, Teil der ortsbildprägenden Uferbebauung an der Elbe | 09265357 |
|                                         | Gasthof Zum Goldenen Anker in geschlossener Bebauung, mit zwei Seitenflügeln zum Hof und Hinterhaus | Uferstraße 9 (Karte)               | Bezeichnet mit 1767                                                              | Städtebaulich und baugeschichtlich von Bedeutung, schlichter Barockbau mit schönen geschmiedeten Handwerkszeichen, Teil der ortsbildprägenden Uferbebauung an der Elbe | 09265358 |
|                                         | Wohnhaus in geschlossener Bebauung | Uferstraße 10 (Karte)              | Bezeichnet mit 1569                                                              | Städtebaulich und baugeschichtlich von Bedeutung, ein (später überformter) Renaissancebau mit aufwändigem Portal, Teil der ortsbildprägenden Uferbebauung an der Elbe | 09265359 |
|                                         | Wohnhaus in geschlossener Bebauung | Uferstraße 11 (Karte)              | Bezeichnet mit 1845, im Kern älter                                               | Städtebaulich und baugeschichtlich von Bedeutung, Teil der ortsbildprägenden Uferbebauung an der Elbe | 09265360 |
|                                         | Gasthaus „Zur Seemannsruhe“ in geschlossener Bebauung, mit Seitenflügel zum Hof | Uferstraße 12 (Karte)              | Nachträglich bezeichnet mit 1595                                                 | Städtebaulich und baugeschichtlich von Bedeutung, im Kern ein Renaissancebau, Teil der ortsbildprägenden Uferbebauung an der Elbe | 09265361 |
|                                         | Wohnhaus in halboffener Bebauung | Uferstraße 13 (Karte)              | 2. Hälfte 19. Jahrhundert                                                        | Städtebaulich und baugeschichtlich von Bedeutung, Teil der ortsbildprägenden Uferbebauung an der Elbe | 09265362 |
|                                         | Wohnhaus in geschlossener Bebauung | Wettinstraße 2 (Karte)             | Mitte 19. Jahrhundert                                                            | Städtebaulich und baugeschichtlich von Bedeutung | 09265849 |
|                                         | Wohnhaus in geschlossener Bebauung | Wettinstraße 3 (Karte)             | Mitte 19. Jahrhundert                                                            | Städtebaulich und baugeschichtlich von Bedeutung | 09265850 |
|                                         | Wohnhaus in geschlossener Bebauung | Wettinstraße 4 (Karte)             | Mitte 19. Jahrhundert                                                            | Mit späterem Ladeneinbau, städtebaulich und baugeschichtlich von Bedeutung | 09265851 |
|                                         | Wohnhaus in geschlossener Bebauung | Wettinstraße 7 (Karte)             | Um 1860                                                                          | Bau- und stadtentwicklungsgeschichtlich von Bedeutung, charakteristischer Bau der 1860er bis 1870er Jahre (Dreigaupenhaus) | 09265620 |

## Ehemalige Kulturdenkmäler
| Bild                                    | Bezeichnung                                                      | Lage                  | Datierung | Beschreibung | ID       |
| --------------------------------------- | ---------------------------------------------------------------- | --------------------- | --------- | --- | -------- |
|                                         | Mietshaus in halboffener Bebauung                                | Neumarkt 40 (Karte)   | Um 1890   | Städtebaulich und baugeschichtlich von Bedeutung, ein Gründerzeithaus. Zwischen 2016 und 2017 abgerissen.                                    | 09265872 |
| Direkt Bild zu diesem Denkmal hochladen | Mietshaus in geschlossener Bebauung und Ecklage, mit Ladeneinbau | Nicolaisteg 5 (Karte) |           | abgerissen, durch Neubau ersetzt |          |
| Direkt Bild zu diesem Denkmal hochladen | Wohnhaus in halboffener Bebauung, mit Hinterhaus                 | Plossenweg 9 (Karte)  | Um 1800   | Städtebaulich und baugeschichtlich von Bedeutung, ortsbildprägende Lage an der Bahnstrecke Meißen-Nossen. Zwischen 2011 und 2014 abgerissen. | 09265530 |

## Tabellenlegende
- Bild: Bild des Kulturdenkmals, ggf. zusätzlich mit einem Link zu weiteren Fotos des Kulturdenkmals im Medienarchiv Wikimedia Commons. Wenn man auf das Kamerasymbol klickt, können Fotos zu Kulturdenkmalen aus dieser Liste hochgeladen werden:
- Bezeichnung: Denkmalgeschützte Objekte und ggf. Bauwerksname des Kulturdenkmals
- Lage: Straßenname und Hausnummer oder Flurstücknummer des Kulturdenkmals. Die Grundsortierung der Liste erfolgt nach dieser Adresse. Der Link (Karte) führt zu verschiedenen Kartendiensten mit der Position des Kulturdenkmals. Fehlt dieser Link, wurden die Koordinaten noch nicht eingetragen. Sind diese bekannt, können sie über ein Tool mit einer Kartenansicht einfach nachgetragen werden. In dieser Kartenansicht sind Kulturdenkmale ohne Koordinaten mit einem roten bzw. orangen Marker dargestellt und können durch Verschieben auf die richtige Position in der Karte mit Koordinaten versehen werden. Kulturdenkmale ohne Bild sind an einem blauen bzw. roten Marker erkennbar.
- Datierung: Baubeginn, Fertigstellung, Datum der Erstnennung oder grobe zeitliche Einordnung entsprechend des Eintrags in der sächsischen Denkmaldatenbank
- Beschreibung: Kurzcharakteristik des Kulturdenkmals entsprechend des Eintrags in der sächsischen Denkmaldatenbank, ggf. ergänzt durch die dort nur selten veröffentlichten Erfassungstexte oder zusätzliche Informationen
- ID: Vom Landesamt für Denkmalpflege Sachsen vergebene, das Kulturdenkmal eindeutig identifizierende Objekt-Nummer. Der Link führt zum PDF-Denkmaldokument des Landesamtes für Denkmalpflege Sachsen. Bei ehemaligen Kulturdenkmalen können die Objektnummern unbekannt sein und deshalb fehlen bzw. die Links von aus der Datenbank entfernten Objektnummern ins Leere führen. Ein ggf. vorhandenes Icon  führt zu den Angaben des Kulturdenkmals bei Wikidata.